# Sao lùn đỏ

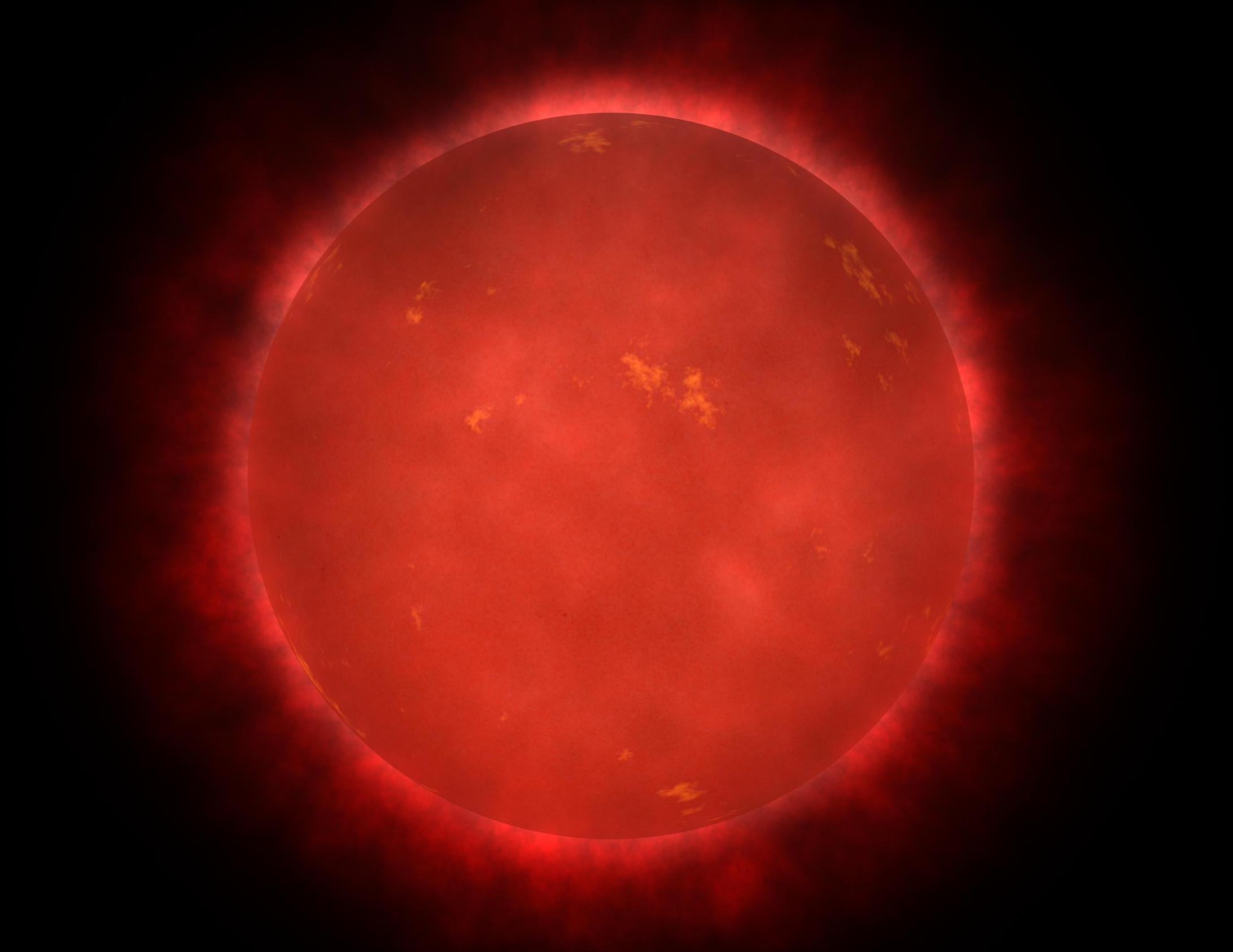
Hình khái niệm của nghệ sĩ về một ngôi sao lùn đỏ. Các ngôi sao lùn đỏ chiếm đa số trong tất cả các ngôi sao

Theo biểu đồ Hertzsprung-Russell, một ngôi sao lùn đỏ là một sao khá nhỏ và có nhiệt độ thấp, trong dãy chính, hay cuối kiểu quang phổ K hay M. Chúng chiếm đại đa số trong các sao và có khối lượng chưa tới một nửa khối lượng Mặt Trời (xuống tới khoảng 0,075 khối lượng Mặt Trời, là các sao lùn nâu) và có nhiệt độ bề mặt chưa tới 3.500 K.

## Miêu tả và đặc điểm

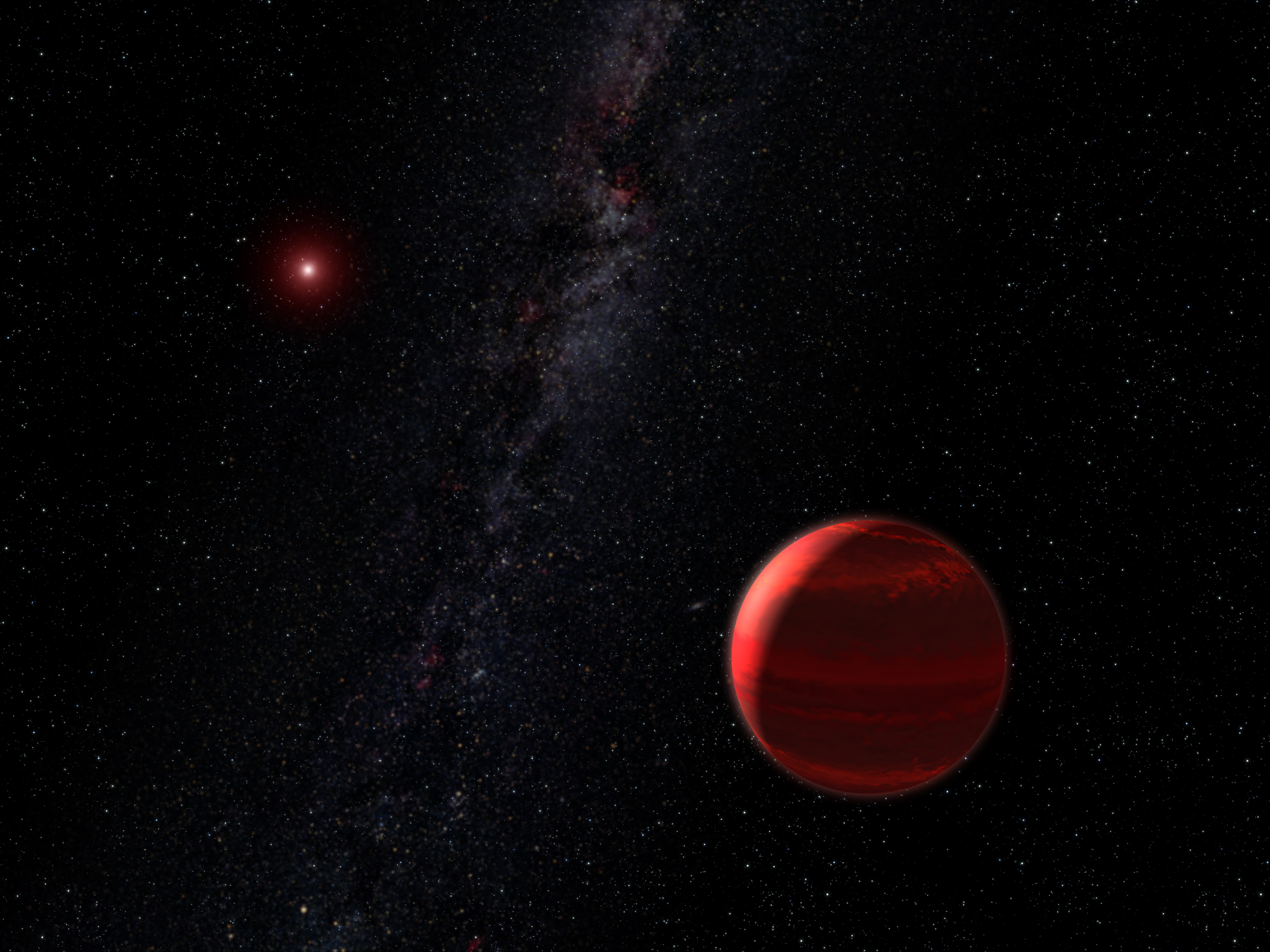
Hình vẽ hình dung của họa sĩ về một hành tinh trên quỹ đạo quanh một ngôi sao lùn đỏ

Các sao lùn đỏ là những ngôi sao có khối lượng rất thấp chưa bằng 40% khối lượng Mặt Trời. Vì thế chúng có nhiệt độ lõi thấp và năng lượng được tạo ra ở tỷ lệ thấp bằng phản ứng tổng hợp hạt nhân của hydro thành heli qua cơ cấu dãy proton-proton (PP). Vì thế những ngôi sao đó phát ra lượng ánh sáng thấp, thỉnh thoảng chỉ bằng 1/10.000 lượng ánh sáng Mặt Trời. Thậm chí những ngôi sao lùn đỏ lớn nhất cũng chỉ có độ sáng bằng 10% của Mặt Trời.
Nói chung các ngôi sao lùn đỏ chuyển năng lượng từ lõi ra bề mặt bằng cách đối lưu. Đối lưu xảy ra bởi tính đục (opacity) của bên trong, vốn có mật độ khá cao so với nhiệt độ. Vì thế, các photon khó di chuyển ra bề mặt hơn bởi các quá trình bức xạ. Đối lưu là phương pháp chuyển năng lượng chủ yếu bởi nó là quá trình có hiệu năng cao hơn.
Vì các ngôi sao lùn đỏ đối lưu toàn bộ, heli không tích tụ được tại lõi nên chúng có thể đốt cháy một phần lớn lượng hydro trước khi dời khỏi dãy chính so với những ngôi sao lớn hơn như Mặt Trời. Vì thế những ngôi sao lùn đỏ có tuổi thọ ước tính rất lớn; từ hàng chục tỷ tới hàng nghìn tỷ năm tùy theo khối lượng. Tuổi thọ này lớn hơn tuổi thọ ước tính của vũ trụ. Sao lùn đỏ có khối lượng càng thấp, tuổi thọ càng cao. Khi khối lượng hydro trong một ngôi sao lùn đỏ đã tiêu thụ hết, tỷ lệ phản ứng giảm sút và lõi bắt đầu thu nhỏ lại. Năng lượng hấp dẫn sinh ra bởi sự giảm sút kích thước này được chuyển thành nhiệt, và lại được mang đi lên bề mặt ngôi sao bởi sự đối lưu.
Sự thực rằng các ngôi sao lùn đỏ và các ngôi sao có khối lượng thấp khác vẫn ở trên dãy chính trong khi những ngôi sao lớn khác lại bị loại cho phép ước tính tuổi của các cụm sao bằng cách tìm khối lượng tại đó các ngôi sao ra khỏi dãy chính. Việc này đưa ra một giới hạn tuổi sao thấp hơn cho Vũ trụ và cũng cho phép lập các bảng thời gian của các kết cấu bên trong Ngân hà, là quầng ngân hà và đĩa ngân hà.
Một bí ẩn vẫn chưa được giải đáp ở thời điểm năm 2007 là sự vắng mặt của những ngôi sao lùn đỏ không có kim loại. (Trong thiên văn học, một kim loại là bất kỳ nguyên tố nào nặng hơn hydro hay heli). Mô hình Big Bang tiên đoán thế hệ sao đầu tiên chỉ được có hydro, heli và dấu hiệu của một số lithium. Nếu những ngôi sau như vậy gồm cả các ngôi sao lùn đỏ, chúng vẫn phải được quan sát thấy hiện nay, nhưng chưa từng một ngôi sao nào như vậy được khám phá. Giải thích có vẻ đúng nhất là khi không có các nguyên tố nặng chỉ những ngôi sao lớn và chưa được quan sát thấy có thể hình thành, và chúng nhanh chóng cháy hết để lại các nguyên tố nặng để sau đó cho phép hình thành nên các ngôi sao lùn đỏ. Những giải thích khác, như các ngôi sau lùn đỏ không kim loại rất mờ và có thể có số lượng nhỏ, được coi là khó có thể xảy ra bởi chúng có vẻ mâu thuẫn với các mô hình tiến hóa sao.
Những ngôi sao lùn đỏ là kiểu sao thông thường nhất trong Ngân hà, ít nhất trong vùng lân cận Mặt Trời. Proxima Centauri, ngôi sao gần Mặt Trời nhất, là một sao lùn đỏ (Kiểu M5, độ sáng biểu kiến 11,05), cũng như hai mươi trong số ba mươi ngôi sao ở gần nhất. Tuy nhiên, vì có ánh sáng thấp, các ngôi sao lùn đỏ đơn độc không dễ được quan sát thấy ở những khoảng cách vũ trụ xa xôi như những ngôi sao sáng khác.

## Các hành tinh
Một hành tinh ngoài hệ mặt trời đã được phát hiện đang quay trên quỹ đạo quanh sao lùn đỏ Gliese 581 năm 2005, khoảng bằng khối lượng Sao Hải Vương, hay mười bảy lần khối lượng Trái Đất. Quỹ đạo của nó chỉ 6 triệu kilômét (0,04 AU) từ ngôi sao chính, và vì thế được ước tính có nhiệt độ bề mặt khoảng 150 °C, dù đây là ngôi sao mờ. Năm 2006, một hành tinh ngoài hệ mặt trời thậm chí còn nhỏ hơn đã được phát hiện (chỉ gấp 5,5 lần khối lượng Trái Đất) quay trên quỹ đạo quanh sao lùn đỏ OGLE-2005-BLG-390L; nó nằm cách ngôi sao chính 390 triệu km (2,6 AU) và nhiệt độ bề mặt là -220 °C (56 K).
Năm 2007, một hành tinh ngoài hệ mặt trời mới, có thể ở được, Gliese 581 c, đã được tìm thấy quay quanh Gliese 581. Nếu khối lượng ước tính của những người phát hiện ra nó (một đội do Stephane Udry lãnh đạo), khoảng 5,03 lần khối lượng Trái Đất, là chính xác, đây có thể là hành tinh ngoài hệ mặt trời nhỏ nhất quanh quanh một ngôi sao bình thường được phát hiện ra cho tới hiện tại. (Có những hành tinh nhỏ hơn được phát hiện quay quanh một sao neutron, tên gọi PSR B1257+12.) Những người phát hiện ước tính bán kính của nó gấp 1,5 lần bán kính Trái Đất. Hành tinh này ở bên trong vùng có thể ở của Gliese 581, và là ứng cử viên tiềm năng nhất cho khả năng có sự sống trên bất kỳ một hành tinh nào ngoài hệ mặt trời đã từng được phát hiện.

## Khả năng sinh sống
Khả năng sinh sống trên hành tinh của các hệ sao lùn đỏ là chủ đề của một số cuộc tranh cãi. Dù chúng có số lượng lớn, và có tuổi thọ dài, có nhiều yếu tố có thể khiến cuộc sống khó duy trì trên những hành tinh quay quanh một ngôi sao lùn đỏ. Thứ nhất, các hành tinh ở vùng có thể sinh sống của một sao lùn đỏ phải gần ngôi sao mẹ ở mức dường như sẽ bị khóa thủy triều. Điều này khiến một phía bề mặt sẽ luôn là ban ngày còn phía kia là đêm đen vĩnh cửu. Nó cũng tạo ra những sự khác biệt nhiệt độ to lớn giữa hai phía bề mặt. Những điều kiện như vậy có lẽ sẽ khiến cuộc sống (như chúng ta biết) khó phát triển. Mặt khác, những lý thuyết gần đây cho rằng hoặc một khí quyển dày hay một đại dương có thể chuyển nhiệt độ quanh một hành tinh như vậy.
Một vấn đề tiềm tàng khác là các ngôi sao lùn đỏ phát ra đa số bức xạ ở dạng ánh sáng hồng ngoại, trong khi cây cối trên Trái Đất sử dụng phần lớn năng lượng ở dạng quang phổ nhìn thấy được.  Nhưng, có lẽ vấn đề nghiêm trọng nhất là sự biến đổi sao. Những ngôi sao lùn đỏ thường bị bao phủ bởi các vết đen, làm giảm lượng phát xạ tới 40% trong nhiều tháng ở mỗi lần xuất hiện. Những thời điểm khác, một số sao lùn đỏ, được gọi là các sao lóe bùng, có thể phát ra những lóe bùng lớn, tăng gấp đôi lượng ánh sáng phát ra trong ít phút. Sự biến đổi này cũng khiến dạng cuộc sống như chúng ta biết khó tồn tại gần một sao lùn đỏ. Gibor Basri thuộc Đại học California, Berkeley tuyên bố một hành tinh trên quỹ đạo gần một sao lùn đỏ có thể giữ được khí quyển cả khi ngôi sao lóe bùng.